# Калцас, Николаос
Николаос Калцас (греч. Νικόλαος Καλτσάς; род. 3 мая 1990 года в Верии) — греческий футболист, который играет за «Астерас Триполис» на позиции вингера.

## Карьера

### «Верия»
Кальтсас начал свою карьеру в молодёжной команде «Верии». В 2007 году он подписал свой первый профессиональный контракт, пойдя через всю молодёжную структуру клуба. После семи лет в команде в начале сезона 2014/15 он был назначен первым вице-капитаном клуба.
Благодаря хорошим выступлениям в первой половине сезона 2014/15 Кальтсасом начали интересоваться зарубежные клубы. Первым поступило предложение от клуба испанской Сегунды B «Эркулес Аликанте», команда хотела арендовать Кальтсаса на шесть месяцев за 50000 €. Но затем поступило ещё одно предложение от клуба итальянской Серии B, «Варезе». Итальянцы предложили € 150000 плюс 20 % ставки перепродажи, но эта сделка так и не состоялась. Кальтсасом также интересовался афинский АЕК, но стороны не сошлись в финансовом аспекте, поэтому трансфер не состоялся. Кальтсас не продлевал контракт с «Верией», который истёк 30 июня 2015 года. Он решил покинуть клуб и 1 июля присоединился на правах свободного агента к «Панатинаикосу», который хотел купить его ещё в зимнее трансферное окно. Объявление о переходе Кальтсаса в «Панатинаикос» всего за несколько часов до игры «Верии» против «Панетоликоса» вызвало смешанные чувства болельщиков клуба. Кальтсас сыграл за «Верию» 159 матчей, забил 32 гола и отдал 24 голевых передачи во всех соревнованиях.

### «Панатинаикос»
24 августа 2015 года он дебютировал за клуб в выездном матче против «Панетоликоса», игра завершилась победой со счётом 2:1. 13 декабря 2015 года Кальтсас забил свой первый гол в клубе и помог «Панатинаикосу» выиграть со счётом 2:0 у «Астерас Триполис» на «Апостолос Николаидис», матч проходил без зрителей. 11 января 2016 года Кальтсас провёл хороший матч против «Каллони», в том числе забил быстрый гол во втором тайме, чем помог клубу выиграть со счётом 2:0 и подняться на третью позицию в Суперлиге.

### «Астерас»
26-летний игрок забил пять голов в 27 матчах за «Панатинаикос» в сезоне 2015/16, но не вписывался в дальнейшие планы итальянского тренера Андреа Страмаччони. 25 июня 2016 года «Панатинаикос» принял предложение «Астераса» на сумму € 150000 за игрока, а греческий вингер подписал трёхлетний контракт с клубом. 24 ноября 2018 года в первом матче при новом тренере Георгиосе Парашосе Калцас забил гол на последней минуте игры с «Ларисой», сделав вклад в важную победу со счетом 2:0, которая помогла клубу избежать вылета.
23 января 2019 года Калцас с командой одержал победу над «Ларисой» на своём поле в 1/8 финала кубка Греции со счётом 5:3. Его команда выиграла 7:6 по сумме двух матчей и вышла в четвертьфинал турнира. 23 февраля он забил в матче против «Атромитоса», игра завершилась ничьей 1:1. 13 мая он подписал новый контракт сроком до лета 2022 года.

### «Анортосис»
6 августа 2019 года Калцас присоединился к «Анортосису», подписав трёхлетний контракт.